# The English
The English est une série télévisée américano-britannique en 6 épisodes créée par Hugo Blick (en) et diffusée entre le 10 novembre 2022 et le 15 décembre 2022.

## Synopsis
En 1890, Lady Cornelia Locke, une aristocrate anglaise, se rend dans l’Ouest américain à la recherche de l’homme qu’elle tient pour responsable de la mort de son fils. En cours de route, elle fait la connaissance d’Eli Whipp, ancien éclaireur de l’armée et membre de la nation Pawnee, en quête de la terre promise pour ses services militaires. Leurs chemins se croisent, révélant un passé commun et les menant vers la ville de Hoxem, Wyoming, où ils devront affronter des ennemis, la violence, et leurs propres démons.

## Distribution
- Chaske Spencer : Eli Whipp
- Emily Blunt (VF : Laëtitia Lefebvre) : Cornelia Locke
- Tom Hughes : Thomas Trafford
- Stephen Rea (VF : Gérard Darier) : shérif Robert Marshall
- Valerie Pachner : Martha Myers
- Ciarán Hinds : Richard M Watts
- Toby Jones (VF : Jerome Wiggins) : Sebold Cusk
- Malcolm Storry (en) : Red Morgan
- Nichola McAuliffe (en) (VF : Colette Venhard) : Black Eyed Mog
- Cristian Solimeno : Clay Jackson
- Steve Wall (en) (VF : Florian Wormser) : Thin Kelly
- Gary Farmer : John Clarke
- Kimberly Norris Guerrero (en) : Katie Clarke
- Tonantzin Carmelo (en) : Touching Ground
- Tadhg Murphy (VF : Loïc Guingand) : Tap O'Neil
- Rafe Spall : David Melmont
- Forrest Goodluck : White Moon